# 東昌区
東昌区（とうしょう-く）は中華人民共和国吉林省通化市に位置する市轄区。

## 行政区画
8街道、1鎮、2郷を管轄：
- 街道弁事処：東昌街道、民主街道、老站街道、団結街道、新站街道、光明街道、竜泉街道、陸港街道
- 鎮：金廠鎮
- 郷：環通郷、江東郷

## 交通

### 鉄道
- 中国国家鉄路集団
  - 瀋白旅客専用線（中国語版）（建設中）
    - 通化西駅

  - 梅集線
  - 通灌線（中国語版）
    - 通化駅

### 道路
- 国道
  -  G201国道
  -  G303国道